# Goliath (Six Flags New England)
Goliath was een omgekeerde stalen shuttle-achtbaan in Six Flags New England. Het was een Giant Inverted Boomerang geproduceerd door Vekoma.
De baan is afkomstig uit Six Flags Magic Mountain. Daar werd hij in 2001 gebouwd onder de naam Déjà Vu. Daar sloot hij in 2011 voor de bouw van een andere achtbaan, Full Throttle. De Déjà Vu werd afgebroken en verplaatst naar een ander park binnen de Six Flags-groep, Six Flags New England. Daar opende hij in 2012 onder de nieuwe naam Goliath. 
In 2021 verdween Goliath van de parkplattegrond en bleef de attractie als SBNO in het park. Aan het eind van dat seizoen werd de achtbaan gesloopt.  

## De rit
De trein hangt onder de rails en verlaat achterwaarts het station, om tot een hoogte van 59 meter getild te worden. Hierna wordt de trein losgelaten en raast hij met een snelheid van ongeveer 106 km/h door het station heen. Hierna volgt een cobra roll en daarna een looping. Hierna gaat de trein weer recht omhoog om vervolgens weer te worden losgelaten. De trein gaat dan achterwaarts terug door de looping en de cobra roll, om vervolgens in het station terug tot stilstand te komen.

## Trivia
Voordat Goliath geplaatst werd, stond in dit park reeds een gewone Boomerang. Het is het eerste park in de geschiedenis met twee Boomerangachtbanen.